# 青柳糸
青柳 糸（あおやぎ いと、1992年10月7日 - ）は、日本の俳優、ナレーター。旧芸名は賀數 美和子（かかず みわこ）。沖縄県出身、身長162cm。フリー。

## 略歴
出身地沖縄で13歳より演劇活動を始める。上京後は都内の小劇場出演、ナレーション等を中心に活動中。

## 人物
- 趣味は銭湯めぐり、麻雀、舞台鑑賞
- 特技は三線、ウクレレ、トロンボーン、もんじゃ焼きを手早く焼くこと

## 出演

### 舞台
2015年
- HAT「漫劇!!手塚治虫 第二巻」[1]（2015年7月｜渋谷区総合文化センター大和田 伝承ホール）
原作: 手塚治虫 / 脚本: 東の東 / 演出: 工藤龍生

2016年
- ドリル饅頭「Tsuru」[2]（2016年10月｜シアター711）
作・演出: 中西広和

2017年
- 「猫は毒殺に関与しない」[3]（2017年2月｜赤坂RED/THEATER）
原作: 柴田よしき / 演出: 嶋尾康史

2020年
- guizillen（）｢土木座」[4]（2020年1月｜王子小劇場）
作・演出: 佐藤辰海

2021年
- PLAN39 Frame Works「どんなことをしてほしいの、ぼくに」[5]（2021年3月｜アルネ543）
作: 表情豊 / 演出: 玉城琉太
- miunaプロデュース「女の子と振り返る『どうして演劇なんだっけ』」（2021年7月｜スタジオ空洞）
作・演出: 佐藤辰海（guizillen）
- ももちの世界リーディング公演「黒いらくだ」[6]（2021年12月｜こまばアゴラ劇場）
作・演出: ピンク地底人3号

2022年
- 名前の無い役者達「あなたが窓際にいると私には背中がみえる」（2022年3月｜新生館シアター）
作・演出: 大石晟雄（劇団晴天）

2023年
- miunaプロデュース「ザ・フラジャイル　ライト／レフト」[7]（2023年2月-3月｜スタジオ空洞）
作・演出: 屋代秀樹（日本のラジオ）
- ソラカメ「誕生」[8]（2023年3月｜RAFT）
作・演出: 岡本苑夏
- ももちの世界リーディング公演「皇帝X」[9]（2023年9月｜こまばアゴラ劇場）
作・演出: ピンク地底人3号

2024年
- えんそくvol.2「時間なら、あるわ｜東京三人姉妹」[10]（2024年3月｜遊空間がざびぃ）
作: 峰村美穂 / 演出: 小川結子
- ももちの世界 #10「日曜日のクジラ」[11]（2024年7月｜雑遊）
作・演出: ピンク地底人3号
- Team-in the pink- 第四回本公演「濾紙に残した身体の島」[12]（2024年11月｜荻窪小劇場）
作・演出: 立田優詞（Team-in the pink-）

### ドラマ
- NHK BSプレミアム ｢クロスロード」1・2・4・6話 - 劇団員 役
- ytv「恋がヘタでも生きてます」第6話 - ウエディングプランナー 役
- TBS 月曜名作劇場「 警視庁機動捜査隊216Ⅶ」 - 看護師・弓絵 役
- 厚生労働省 あかるい職場応援団[13]サイト内ムービー
「動画で学ぼうカスタマーハラスメント」
「カスタマーハラスメントとリモートハラスメントの実態」
「VR カスタマーハラスメントをもっと考えよう！」

### CM
- 花王「ビオレZ」
- エムエム総研「マーキャリNEXT CAREER」
- SPEEDチャンネル「プロポーズ篇」

### 短編映画
- スタジオいれぶんす「ふたり」[14]

### MV
- しおり「Smile」[15]